# 下関区
下関区（かかん-く）は中華人民共和国江蘇省南京市にかつて存在した市轄区。2013年2月8日から鼓楼区の一部となった。

## 行政区画
- 街道:閲江楼街道、熱南路街道、幕府山街道、建寧路街道、宝塔橋街道、小市街道